# (2533) Fechtig
(2533) Fechtig (A905 VA) – planetoida z pasa głównego asteroid okrążająca Słońce w ciągu 5,49 lat w średniej odległości 3,11 j.a. Odkryta 3 listopada 1905 roku.